# 로베르 게이

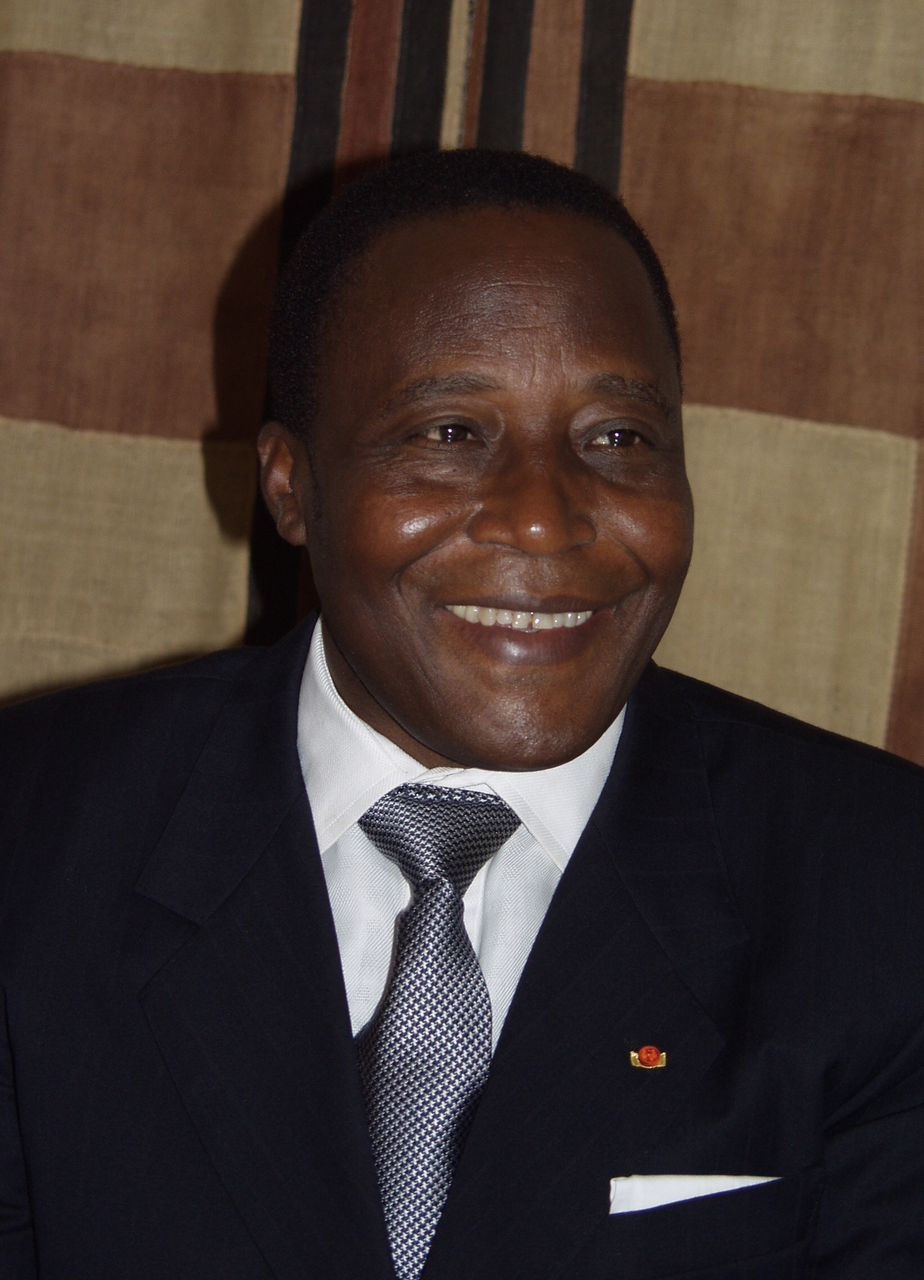

로베르 게이(Robert Guéï, 프랑스어 발음: [ɡe.i], 1941년 3월 16일~2002년 9월 19일)는 코트디부아르의 군사 독재자로, 1999년 12월 24일부터 2000년 10월 26일까지 코트디부아르의 대통령을 지냈다.
게이는 망 (Man) 출신으로, 와가두구의 군사 학교, 프랑스의 생시르 (St Cyr) 군사 학교에서 교육을 받았다. 1990년 군의 반란을 수습하고 코트디부아르 국군 참모장에 임명되었다. 1993년 펠릭스 우푸에부아니가 사망한 후, 앙리 코난 베디에 (Henri Konan Bédié) 가 새로운 지도자가 되었고, 게이는 1995년 베디에와 야당 지도자 알라산 우아타라 간의 분쟁 해결에 군대를 동원하는 것을 거부하고 군에서 해임되었다. 게이는 후에 베디에 정권에서 스포츠 장관으로 일하게 되었으나, 1996년 8월 경질되었다.
1999년 크리스마스 이브에 쿠데타가 발생해 베디에 정권이 무너졌고, 게이는 군사 정권의 수반이 되었다. 게이는 반년 이내에 민간에 정권을 이양하겠다고 공약했으나, 이 조항이 포함된 대통령 선거에서는 베디에를 비롯해 우아타라도 출마를 금지하고, 자신 스스로 선거에 출마해 로랑 그바그보와 대결하였다. 하지만 베디에, 우아타라 지지 세력의 반발로 그바그보에게 패하고 선거 결과를 뒤집으려고 봉기했으나, 게이 지지 세력의 정규군이 그바그보의 민병대에게 패하는 바람에 게이는 라이베리아 국경 근처(코트디부아르 서부)로 퇴각하였고 2001년 화해 교섭이 열렸으나, 교섭은 좋지 않게 끝났다.
2002년, 코트디부아르 전 지역에서 반군이 일제히 봉기해 코트디부아르 내전이 시작되었다. 게이는 자신의 지반인 코트디부아르 서부와 와타라 지지 세력이 강한 북부를 제압하는데 성공했으나, 경제 수도인 아비장에서 그바그보 지지 세력의 반란군에 의한 쿠데타가 일어나 가족, 그바그보의 측근 에밀 보가 두두 내무장관과 함께 살해되었다.
게이의 시체는 2006년, 장례식이 이루어질 때까지 4년간 영안실에 방치되어 있었다.

## 역대 선거 결과
| 선거명      | 직책명                | 대수 | 정당   | 득표율 | 득표수    | 결과 | 당락 |
| ----------- | --------------------- | ---- | ------ | ------ | --------- | ---- | ---- |
| 2000년 선거 | 코트디부아르의 대통령 | 4대  | 무소속 | 32.72% | 587,267표 | 2위  | 낙선 |